# Виктор Бранфорд
Виктор Бранфорд (1863-1930) је био британски социолог. Он је основао Друштво социолога и постао почасни члан друштва социолога Америке, које сада носи назив Америчко социолошко удружење.

## Биографија
Викотр Верасис Бранфорд је рођен у Ундлу, Нортамптоншајер, 25. септембра 1863. Његов отац био је Вилиам Катон Бранфорд (1837-1891), који је радио као ветеринар - хирург у Ундлу. Поред Виктора, Билиам Бранфорд имао је и ћерку Мери Ен Кичен (1861-1907) и још три сина Лионел Вилиам Ернест Катон (1866-1947), Бенчара Бертанд Патрик (1868-1944) и Џон Федерик Кичен (1869-1946). Бранфорд почиње своје школовање у локалној школи, али због селидбе своје породице у Едимбург 1869. се пребацује на колеџ Даниел Стјуарт. Разлог пресељења је било очево запошљење на месту професора на ветеринарском колеџу у већ поменутом граду.
Док је учио на универзитету Единбург, Виктор је био под утицајем харизматицног Патрик Гедес, који је радио као демонстратор на научном факултету на универзитету. Однос са Гедесом му је одредио правац  живота и довео до његовог целоживотног посвећења развоју социологије.
Радећи као новинар у Дандију упознао је Матилду Елизабет Стјуарт (1852-1915), удовицу Џејмса Стјуарта, уредника "Данди Адвертајзора". Виктор се оженио са Матилдом 1897. Бранфордови су живели у Амершему код је Виктор радио као рачуновођа у Лондону. Брак није потрјао и Виктор је обезбедио развод под Америчким законом у Голдфилду, Неваду 1910. Бранфорд је већ упознао Сибли Гарни, активисткињи у задрузи и покрету Гарден Градова. Они су се венчали те исте године. 
Када нису били у Сједињеним Америчким Државама, Банфордови су живели у предграђу Хампстед Гардена, где је Гарни Драјв био тако назван у знак сећања на Сиблину пожртвованост око грађења предрађа. Усвојили су два дечака 1912. године из породице која није могла да брине о њима. Дечаци су се звали Арчер Роберт Бранфорд и Хју Сидни Бранфорд. Породица се преселила у Ричмонд, Лондон 1920. године, узимајући летњу кућ у Њу Милтону, Хемпшир. Коначно су усталили у Хастингсу 1921. године. И Виктор и Сибли су били озбиљно болесни 1920-их година. Сибли је умрла 1926. а Виктор 1930.
Викторова сестра Мери постала је глумица и удала се за глумца Џозефа Фредерика Павела, познатог професионално као Џоинсон Павел који је учестетвао у филму Убиство (1930) Алфреда Хичкока. Лионел и Џон су се се замонашили, док је Бенчара био предцедник техничке школе у Сандерленду, а после је био Секторски Инспектор за математику у Лондонском Општинском Савету. Мерин син Фредерик Виктор Бранфорд је постао познати песник.

## Пословна интересовања и каријера
Бранфордова кратка новинарска каријера је била испраћена оснивањем рачуноводског партнерства са Џоном Росом, још једним бившим Гедесовим студентом. Радећи из канцеларије у Единбургу и Лондону, Виктор и Џон су покушали да воде католичке финансије Патрика Гедеса и да направе јаку фирму. Виктор је дошао у контакт са аргентинским пословним човеком који је био повезан са аргентинском северноисточном железницом 1905. и њеним проширењем у Парагвај. У исто време, постао је повезан са финансирањем телефонског и железничког развоја на Куби. 

## Промовисање социологије и социлошког друштва
Викторово учешће у социологији је почело у периоду његове сарадње са Патриком Гедесом током летње школе у Единбургу од 1892. до 1895. и током његове повезаности са радом у "Outlook Tower".Са Гедесом, Бранфорд је прво покушао да оснује Гоеографски Институт, али ускоро је то променио и основао единбуршку школу социологије. Како су обојца постали више уклјучени у пословне и интелектуалне активности у Лонодну, предложили су да се оснује социолошко друство 1903. године. За финансијску помоћ су контактирали Гедесовог пројатеља и подржаваоца, Шкотског политичара, Мартина Вајта. Социолошко друштво је спојило регионална и грађанска интересовања са Гедесом и његовим подржаваоцима Еугеникса и низа различитих научника друштва, филозофа и политичара. То је довело до објављивања Социјалног прегледа и продукције неколицине књига и памлфети. 
Друштво социолога је имало лош однос са професионалном социологијом која се појавила у лондонској школи економије под водством Ленарда Трелавниа Хобхауса и Мориса Гинсберга. После смрти Бранфорда и Гедеса друштво социолога је постало већим делом неефикасно и под кишобраном Института за социлогију њихове активности се се значајно смањиле. Остаци друштва социолога су пребачени у Кил Универзитет.

## Социлошки погледи
Бранфорд и Гедес су заједно радили на развоју погледа на корен социлогије у идајама Августа Комтеа и Фредерица Л Плеја. Док се Гедес концетрисао на грађанске и регионалне проблеме, Бранфорд се усресређивао више на "чисту психологију" него на генералну теорију. Они су ово ујединили са Комтеовим погледом на улогу социологије у друштвеној обнови и промовисали су политику "Треце Алтернативе" између либерализма и колективизам. 

## Већи објављени радови Виктора Бранфорда
- Бранфорд, Виктор 1903. Основа и употреба речи "социологија" и веза социологије са другим наукама и практичним проблемима. Амерички Журнал о Социологији 9, 2: 145-162.
- Бранфорд, Виктор 1904. Оснивачи социологије. Амерички Журнал о Социологији 10, 1: 94-126.
- Бранфорд, Виктор 1912. Свети Колумба : Учење о друштвеном наслеђу и духовном резвоју. Единбург : Патрик Гедес и Колеге.

- Бранфорд, Виктор 1914. Интерпретације и предсказања : Учење о преживљавању и тенденцијама савременог друштва, Њујорк. Мичел Кенерли.

- Бранфорд, Виктор 1923. Наука и светост : Учење о научном прилазу заједништву. Лондон : Л Плеј Хаус Прес и Вилиам и Наргате.

- Бранфорд, Виктор 1924. Живе религије : Преклињање за већи модернизам. Лондон : Вилиам и Норгате.

- Бранфорд, Виктор и Гедес, Патрик 1917. Долазећа владавина. Лондон : Вилиам и Норгате.

- Бранфорд, Виктор и Гедес, Патрик 1919. Наше друштвено наслеђе. Лондон : Вилиам и Норгате.

## Спољашњи извори
- The Branford Project Архивирано на веб-сајту  (12. април 2016)
- Online catalogue of the Foundations of Sociology Archive